# Otão III da Baviera
Otão III da Baviera (Burghausen, 11 de fevereiro de 1261 – Landshut, 9 de novembro de 1312), da Casa de Wittelsbach, foi duque da Baixa Baviera de 1290 a 1312 e rei da Hungria, com o nome de Bela V, de 1305 até 1307. Aprisionado por rebeldes húngaros em 1307, terminou por abdicar da coroa da Hungria em 1308. Sucedeu-o Carlos Roberto, fundador da dinastia angevina da Hungria.